# Craven (Name)
Craven ist ein Familienname, der vor allem im englischsprachigen Raum vorkommt. Er tritt auch als männlicher Vorname auf.

## Namensträger
Familienname
- Aaron Craven, kanadischer Schauspieler, Regisseur und Drehbuchautor
- Andy Craven (Andrew Murray Craven; * 1992), US-amerikanischer Fußballspieler
- Ben Craven, australischer Musiker, Komponist und Musikproduzent
- Beverley Craven (* 1963), britische Sängerin und Songschreiberin
- Charles Craven  (1682–1754), US-amerikanischer Politiker (South Carolina)
- Dan Craven (* 1983), namibischer Radrennfahrer
- Danie Craven (Daniël Hartman Craven; 1910–1993), südafrikanischer Rugby-Union-Spieler und -Trainer
- Elizabeth Craven (1750–1828), britische Schriftstellerin
- Errick Craven (* 1983), ivorischer Basketballspieler
- Frank Craven (1875–1945), US-amerikanischer Schauspieler, Autor und Regisseur
- Garth Craven (1939–2023), britischer Filmeditor und Soundeditor
- Gemma Craven (Rita Gemma Craven; * 1950), irische Schauspielerin und Sängerin
- George Laurence Craven (1884–1967), britischer Geistlicher, Weihbischof in Westminster
- Greg Craven (Jurist) (* 1958), australischer Jurist und Hochschullehrer
- Greg Craven (Klimaaktivist), US-amerikanischer Lehrer, Klimaaktivist und Autor
- James Craven (Schauspieler, 1892) (1892–1955), US-amerikanischer Schauspieler
- James Craven (Schauspieler, 1951) (* 1951), US-amerikanischer Schauspieler
- James Craven (Rugbyspieler) (* 1988), englischer Rugby-League-Spieler
- James Craven (Schauspieler, III), britischer Schauspieler
- Jane Craven, US-amerikanische Tennisspielerin
- Joe Craven (Fußballspieler) (Joseph Gerrard Craven; 1903–1972), englischer Fußballspieler
- Joe Craven (Musiker) (* 1955), US-amerikanischer Musiker, Schauspieler und Drehbuchautor
- John Craven (Fotograf) (1912–1981), französischer Fotograf und Galerist
- John Craven (Schauspieler) (1916–1995), US-amerikanischer Schauspieler
- John Craven (Geschäftsmann) (John Anthony Craven; 1940–2022), britischer Geschäftsmann und Bankmanager
- John Craven (Fußballspieler) (1947–1996), englischer Fußballspieler
- John P. Craven (John Piña Craven; 1924–2015), US-amerikanischer Ingenieur
- Jonathan Craven (* 1965), US-amerikanischer Filmschaffender
- Lyndley Craven (Lyndley Alan Craven; 1945–2014), australischer Botaniker
- M. W. Craven (Mike W. Craven; * 1968), britischer Schriftsteller
- Margaret Craven (1901–1980), US-amerikanische Schriftstellerin
- Martha Craven, Geburtsname von Martha Nussbaum (* 1947), US-amerikanische Philosophin, Rechtswissenschaftlerin und Hochschullehrerin
- Matt Craven (* 1956), kanadischer Schauspieler
- Mimi Craven (* 1957), US-amerikanische Schauspielerin und Fotografin
- Murray Craven (* 1964), kanadischer Eishockeyspieler
- Peter Craven (1934–1963), britischer Speedwayfahrer
- Philip Craven (* 1950), britischer Rollstuhlbasketballspieler und Sportfunktionär
- Ricky Craven (* 1966), US-amerikanischer Automobilrennfahrer
- Samuel Craven (Sam Craven), US-amerikanischer Filmeditor und Spezialeffektkünstler
- Simon Craven (* 1964), englischer Dartspieler und Musiker
- Thomas Craven (Autor) (1888–1969), US-amerikanischer Autor und Kritiker
- Thomas Craven (Radsportler) (* 1964), US-amerikanischer Radsportler und Radsportfunktionär
- Wayne Craven (1930–2020), US-amerikanischer Kunsthistoriker
- Wes Craven (Wesley Earl Crave; 1939–2015), US-amerikanischer Regisseur und Drehbuchautor
- Wesley Frank Craven (1905–1981), US-amerikanischer Historiker
- William Craven, 1. Earl of Craven (1608–1697) (auch William Craven, 1. Baron Craven), englischer Soldat und Höfling
- William Craven, 2. Baron Craven (1668–1711), englischer Adliger, Lord Lieutenant von Berkshire
- William Craven, 3. Baron Craven (1700–1739), englischer Adliger
- William Craven, 5. Baron Craven (1705–1769), britischer Adliger und Politiker
- William Craven, 6. Baron Craven (1738–1791), britischer Adliger, Lord Lieutenant von Berkshire
- William Craven, 1. Earl of Craven (1770–1825), britischer Offizier, Höfling und Lord Lieutenant von Berkshire
- William Craven, 2. Earl of Craven (1809–1866), britischer Adliger, Lord Lieutenant von Warwickshire
- William Craven, 4. Earl of Craven (1868–1921), britischer Offizier und Politiker, Lord Lieutenant von Warwickshire
- William Craven, 5. Earl of Craven (1897–1932), britischer Adliger
- William Craven, 6. Earl of Craven (1917–1965), britischer Adliger

Vorname und Mittelname
- Craven C. Rogers Jr. (1934–2016), US-amerikanischer Generalleutnant
- Edward Craven Walker (1918–2000), britischer Erfinder und Unternehmer
- John Craven Westenra (1798–1874), britischer Politiker